# Wereldbeker schaatsen 2014/2015 - Wereldbeker 4

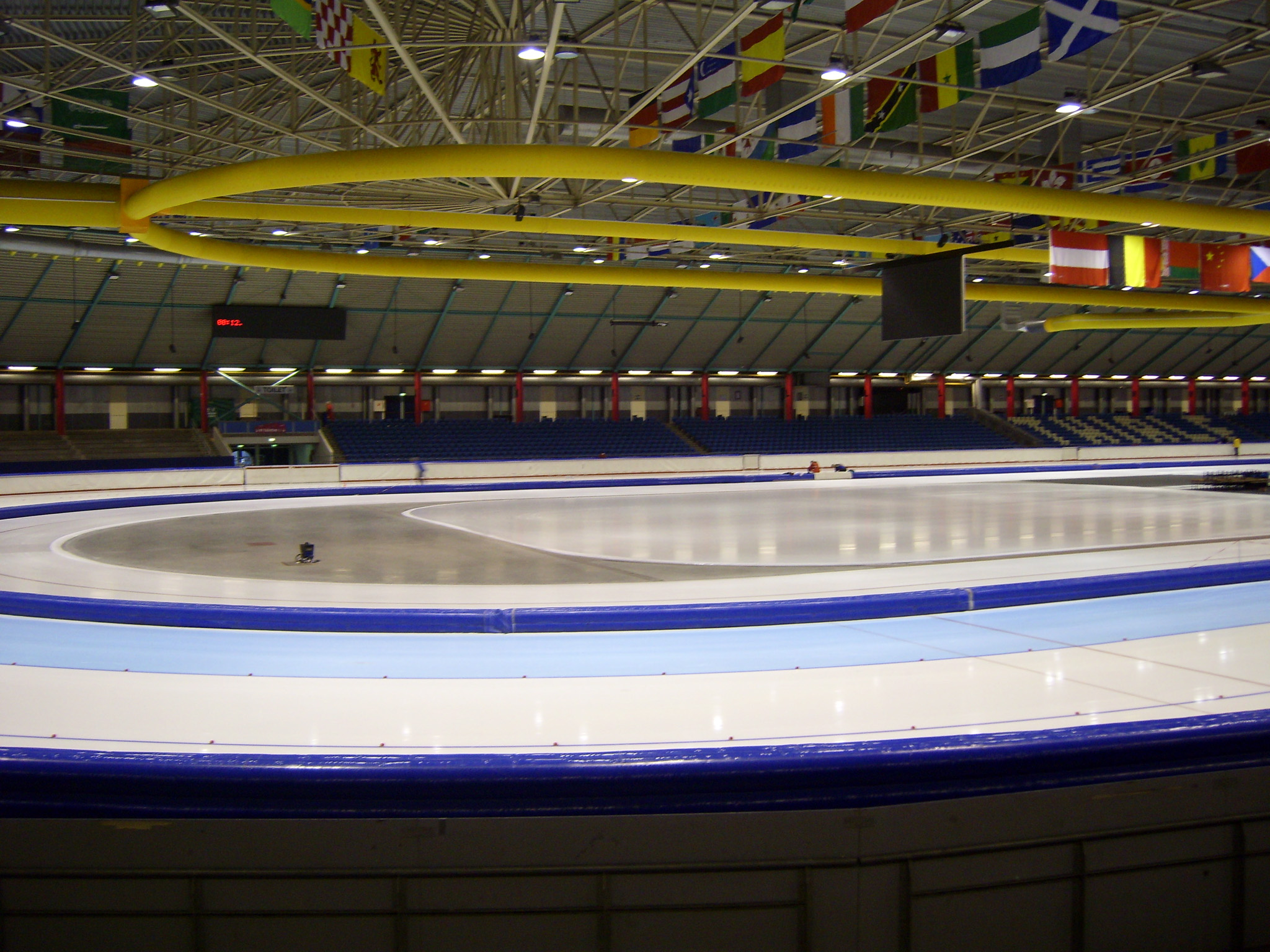
IJsstadion Thialf in Heerenveen

De Wereldbeker schaatsen 2014/2015 Wereldbeker 4 was de vierde wedstrijd van het wereldbekerseizoen 2014/2015 die plaatsvond van 12 tot en met 14 december 2014 op de ijsbaan Thialf in Heerenveen, Nederland.
De grote winnaars van het weekend waren de Rus Pavel Koelizjnikov en de Amerikaanse Heather Richardson die beiden drie overwinningen pakten. Richardson evenaarde bovendien op de 1000 meter met 1.14,63 het baanrecord van Ireen Wüst.

## Tijdschema
| Datum                | Onderdelen                                                                                         |
| -------------------- | -------------------------------------------------------------------------------------------------- |
| Vrijdag 12 december  | 3000 m vrouwen 1e 500 m vrouwen 1e 500 m mannen ploegenachtervolging mannen                        |
| Zaterdag 13 december | 1000 m vrouwen 5000m mannen ploegenachtervolging vrouwen 1000 m mannen                             |
| Zondag 14 december   | 1500 m vrouwen 1500 m mannen 2e 500 m vrouwen 2e 500 m mannen massastart vrouwen massastart mannen |

## Podia

### Mannen
| Wedstrijd            | Goud                                                  | Tijd              | Zilver                                                      | Tijd              | Brons                                                              | Tijd              |
| 1e 500 m             | Pavel Koelizjnikov Rusland                            | 34,63             | Artur Waś Polen                                             | 34,91             | Laurent Dubreuil Canada                                            | 35,16             |
| 2e 500 m             | Pavel Koelizjnikov Rusland                            | 34,58             | Artur Waś Polen                                             | 34,87             | Jan Smeekens Nederland                                             | 35,01             |
| 1000 m               | Pavel Koelizjnikov Rusland                            | 1.08,77           | Kjeld Nuis Nederland                                        | 1.09,04           | Hein Otterspeer Nederland                                          | 1.09,06           |
| 1500 m               | Jan Szymański Polen                                   | 1.45,92           | Wouter olde Heuvel Nederland                                | 1.46,22           | Shani Davis Verenigde Staten                                       | 1.46,33           |
| 5000 m               | Sven Kramer Nederland                                 | 6.12,74           | Jorrit Bergsma Nederland                                    | 6.14,08           | Wouter olde Heuvel Nederland                                       | 6.19,58           |
| Massastart           | Jorrit Bergsma Nederland                              | 7.32,92 70 punten | Lee Seung-hoon Zuid-Korea                                   | 7.34,57 40 punten | Fabio Francolini Italië                                            | 7.34,60 20 punten |
| Ploegenachtervolging | Zuid-Korea Kim Cheol-min Ko Byung-wook Lee Seung-hoon | 3.44,57           | Nederland Arjan Stroetinga Frank Vreugdenhil Douwe de Vries | 3.44,97           | Noorwegen Håvard Bøkko Fredrik van der Horst Sverre Lunde Pedersen | 3.45,52           |

### Vrouwen
| Wedstrijd            | Goud                                                         | Tijd              | Zilver                                              | Tijd              | Brons                                                    | Tijd              |
| 1e 500 m             | Lee Sang-hwa Zuid-Korea                                      | 37,69             | Nao Kodaira Japan                                   | 37,70             | Judith Hesse Duitsland                                   | 37,88             |
| 2e 500 m             | Heather Richardson Verenigde Staten                          | 37,72             | Brittany Bowe Verenigde Staten                      | 38,05             | Lee Sang-hwa Zuid-Korea                                  | 38,07             |
| 1000 m               | Heather Richardson Verenigde Staten                          | 1.14,63 BR        | Brittany Bowe Verenigde Staten                      | 1.14,68           | Li Qishi China                                           | 1.15,71           |
| 1500 m               | Heather Richardson Verenigde Staten                          | 1.53,87           | Brittany Bowe Verenigde Staten                      | 1.54,70           | Marrit Leenstra Nederland                                | 1.55,95           |
| 3000 m               | Martina Sáblíková Tsjechië                                   | 4.02,84           | Ireen Wüst Nederland                                | 4.03,14           | Carlijn Achtereekte Nederland                            | 4.05,95           |
| Massastart           | Ivanie Blondin Canada                                        | 8.24,01 60 punten | Kim Bo-reum Zuid-Korea                              | 8.24,03 40 punten | Irene Schouten Nederland                                 | 8.24,21 20 punten |
| Ploegenachtervolging | Nederland Carlijn Achtereekte Marrit Leenstra Linda de Vries | 2.59,69           | Duitsland Bente Kraus Isabell Ost Claudia Pechstein | 3.01,96           | Polen Aleksandra Goss Katarzyna Woźniak Luiza Złotkowska | 3.02,31           |